# Hagnéville-et-Roncourt
Hagnéville-et-Roncourt è un comune francese di 88 abitanti situato nel dipartimento dei Vosgi nella regione del Grand Est.

## Società

### Evoluzione demografica
Abitanti censiti